# Raffaello Martinelli

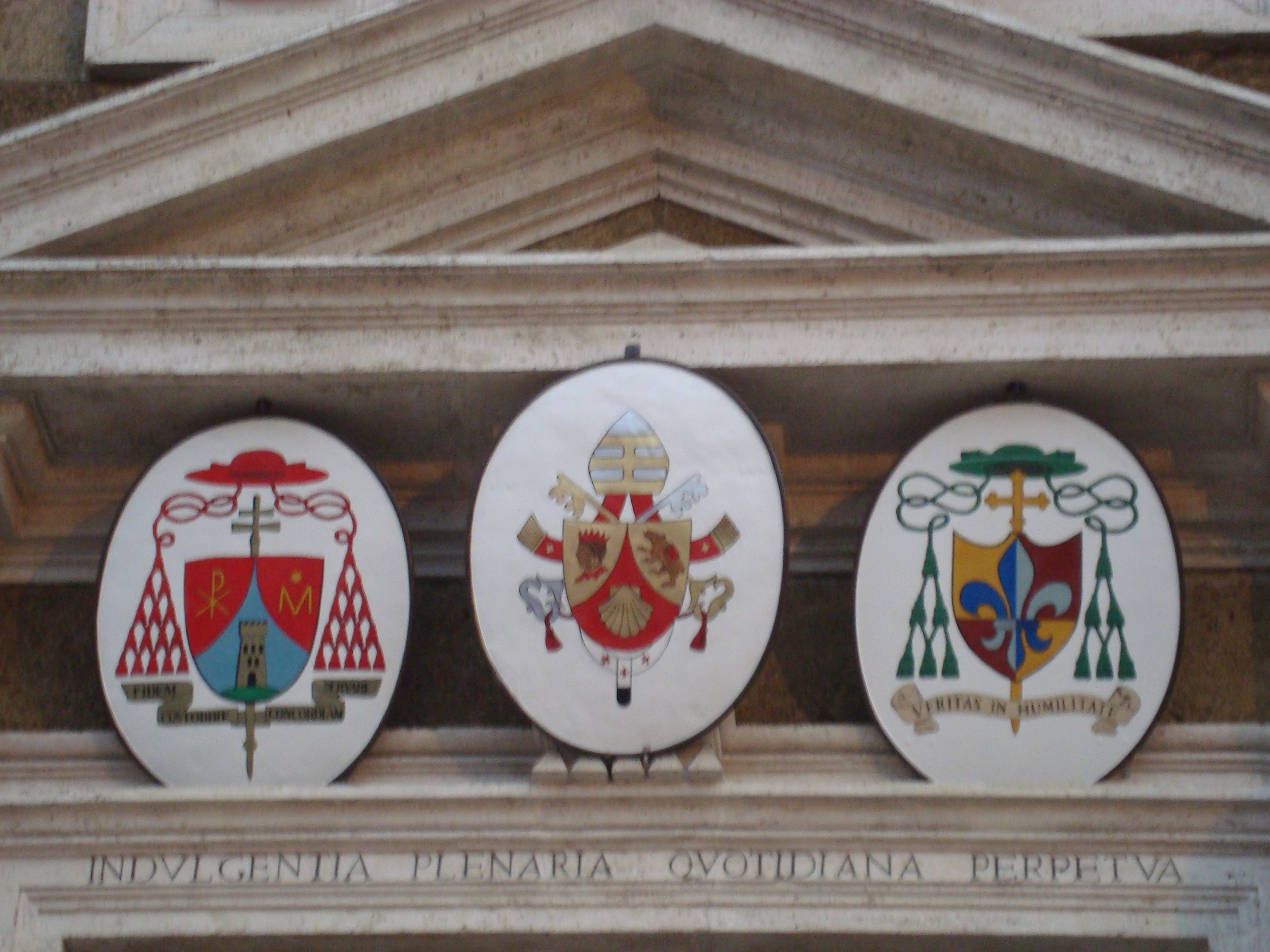
Su escudo (derecha), junto al de Benedicto XVI (centro) y el de Tarcisio Bertone (izquierda) como cardenal titular de Frascati, en la catedral diocesana.

Raffaello Martinelli (n. Villa d'Almè, Lombardía, Italia, 21 de junio de 1948) es un obispo católico, teólogo, pedagogo y escritor italiano. Entre 2009 y 2023 fue obispo de la Sede suburbicaria de Frascati.

## Biografía
Nacido en el municipio italiano de Villa d'Almè en la Región de Lambardía, el día 21 de junio de 1948.
Cuando era joven, al descubrir su vocación religiosa, decidió entrar al "Seminario Vescovile Giovanni XXIII" en el cual se graduó en secundaria y luego se trasladó a la ciudad de Roma y entró al Pontificio Seminario Romano Mayor, en el cual finalizó su formación eclesiástica.

### Sacerdocio
Fue ordenado sacerdote el día 8 de abril de 1972 por el obispo Clemente Gaddi.
Años más tarde, en 1978, obtuvo un Doctorado en Teología y se especializó en Teología Pastoral Catequética por la Pontificia Universidad Lateranense y en 1979 se graduó en Pedagogía por la Universidad Católica del Sagrado Corazón de Milán.
Durante estos años al mismo tiempo, en 1974 fue pastor asistente de la Basílica de Santa María la Mayor de Bérgamo y en 1979 del Santuario de Santa María de las Gracias Inmaculada de la misma ciudad.
En 1980 fue llamado por la Santa Sede, para trabajar en la Congregación para la Doctrina de la Fe y desde 1987 fue rector del "Colegio Internacional Eclesiástico de San Carlos Borromeo" y arcipreste de la Basílica de los Santos Ambrosio y Carlos en el Corso, la cual bajo su dirección se le han atribuido unas grandes labores en torno a las importantes renovaciones y modernizaciones tanto del colegio como de la basílica.
En el año 1999, el papa Juan Pablo II, le otorgó el título honorífico de prelado de honor de Su Santidad.

### Episcopado
El 2 de julio de 2009 fue nombrado obispo de la Sede suburbicaria de Frascati por el papa Benedicto XVI, en sucesión de Mons. Giuseppe Matarrese que renunció por motivos de edad. Al ser nombrado eligió como lema episcopal, la frase "Veritas in humilitate". 
Recibió la consagración episcopal el día 12 de septiembre del mismo año, en la Basílica de San Pedro de la Ciudad del Vaticano, a manos del mismo romano pontífice y teniendo como consagrantes a los cardenales Tarcisio Bertone y William Levada.
Un día después, tomó posesión oficial durante una ceremonia en la catedral diocesana.
El 22 de diciembre de ese mismo año fue nombrado miembro de la Congregación para las Causas de los Santos.
Como obispo, una de sus labores más destacadas y reconocidas por todo el país, es la de haber abierto oficialmente en su diócesis la causa de beatificación y canonización de Igino Giordani y Chiara Lubich que fue la fundadora y presidenta del Movimiento de los Focolares.
El 12 de septiembre de 2023 fue aceptada su renuncia al gobierno pastoral de la sede suburbicaria de Frascati, permaneciendo como administrador apostólico sede vacante hasta el 11 de noviembre.

## Obras
- Note di pastorale catechistica, Rom 1985
- Missione inculturata, Rom 1987
- Incontro al Catechismo della Chiesa Cattolica, Rom 1998
- Frammenti di sintesi teologica-schemi catechistici, Rom 2000
- Le lapidi di San Carlo al Corso, 2002
- Le virtù in simboli negli affreschi della basilica dei Ss. Ambrogio e Carlo in Roma, 2005
- I quadri di San Carlo al Corso, 2006
- L’Eucaristia: dono incomparabile di Dio agli uomini, Zauli, Rom 2006, ISBN 88-86441-17-7
- Catechesi dialogica su argomenti di attualità, Zauli, Rom 2006, ISBN 88-86441-18-5
- Gli affreschi dell'oratorio sant'Ambrogio, 2007
- Gli affreschi della basilica dei Ss. Ambrogio e Carlo in Roma, 2007
- Le statue di San Carlo al Corso, 2007
- La cresima-dono speciale dello Spirito Santo, 2007
- La Confessione – Il sacramento dell’Amore misericordioso di Dio Padre, Zauli, Rom 2007, ISBN 88-86441-28-2
- L’Eucaristia, Pane di Vita Eterna, Zauli, Rom 2007, ISBN 88-86441-45-2
- Il battesimo-magnifico dono della Ss. Trinità, 2008
- Argomenti di attualità in forma dialogica (schede catechistiche)[6]
- Cinquanta argomenti di attualità. Frammenti di verità cattolica, Libreria Editrice Vaticana, Città del Vaticano 2008, ISBN 88-209-8081-9
- Sacramento della confessione. Con quaderno didattico, Libreria Editrice Vaticana, Città del Vaticano 2009, ISBN 88-209-8178-5
- Quale amore? Catechesi dialogica per giovani, fidanzati, sposi, Libreria Editrice Vaticana, Città del Vaticano 2009, ISBN 978-88-209-8208-9